# Hans Dietmar Schweisgut
Hans Dietmar Schweisgut  (* 16. März 1951 in Zams) ist ein österreichischer Diplomat im Ruhestand.

## Leben
Schweisgut studierte Rechtswissenschaften in Innsbruck und Salzburg. Er erwarb einen Master of Comparative Law der Southern Methodist University (SMU), Dallas, und besuchte anschließend die Diplomatische Akademie Wien. 1977 trat er in den auswärtigen Dienst ein und war von 1979 bis 1983 Botschaftssekretär an der Ständigen Vertretung Österreichs bei den Vereinten Nationen in New York. Zwischen 1983 und 1987 war er Mitarbeiter des Staatssekretärs und späteren Ministers (Verkehr bzw. Finanzen) Ferdinand Lacina. Danach war Schweisgut an der österreichischen Botschaft in Tokio tätig. Er amtierte von 1991 bis 1999 als Sektionsleiter für EU- und internationale Angelegenheiten im Bundesministerium für Finanzen. Von 1999 bis 2003 war Schweisgut österreichischer Botschafter in Japan und anschließend von 2003 bis 2007 österreichischer Botschafter in der Volksrepublik China. Von 2007 bis 2010 war er österreichischer EU-Botschafter in Brüssel. Am 15. September 2010 gab die EU-Außenbeauftragte Catherine Ashton bekannt, dass er zukünftig die Leitung der Delegation der Europäischen Union in Japan übernehmen wird. Schweisguts Nachfolger als Ständiger Vertreter Österreichs bei der Europäischen Union wurde mit 11. Jänner 2011 Walter Grahammer.
Von September 2014 bis August 2018 leitete Schweisgut die Delegation der Europäischen Union in der Volksrepublik China und der Mongolei mit Sitz in Peking.
Seit Februar 2019 ist Schweisgut Generalsekretär des Österreichisch-Französischen Zentrums für Annäherung in Europa mit Sitz in Wien. Er ist außerdem Vorstandsmitglied der Österreichischen Gesellschaft für Außenpolitik und die Vereinten Nationen.